# Teufelhartmühle

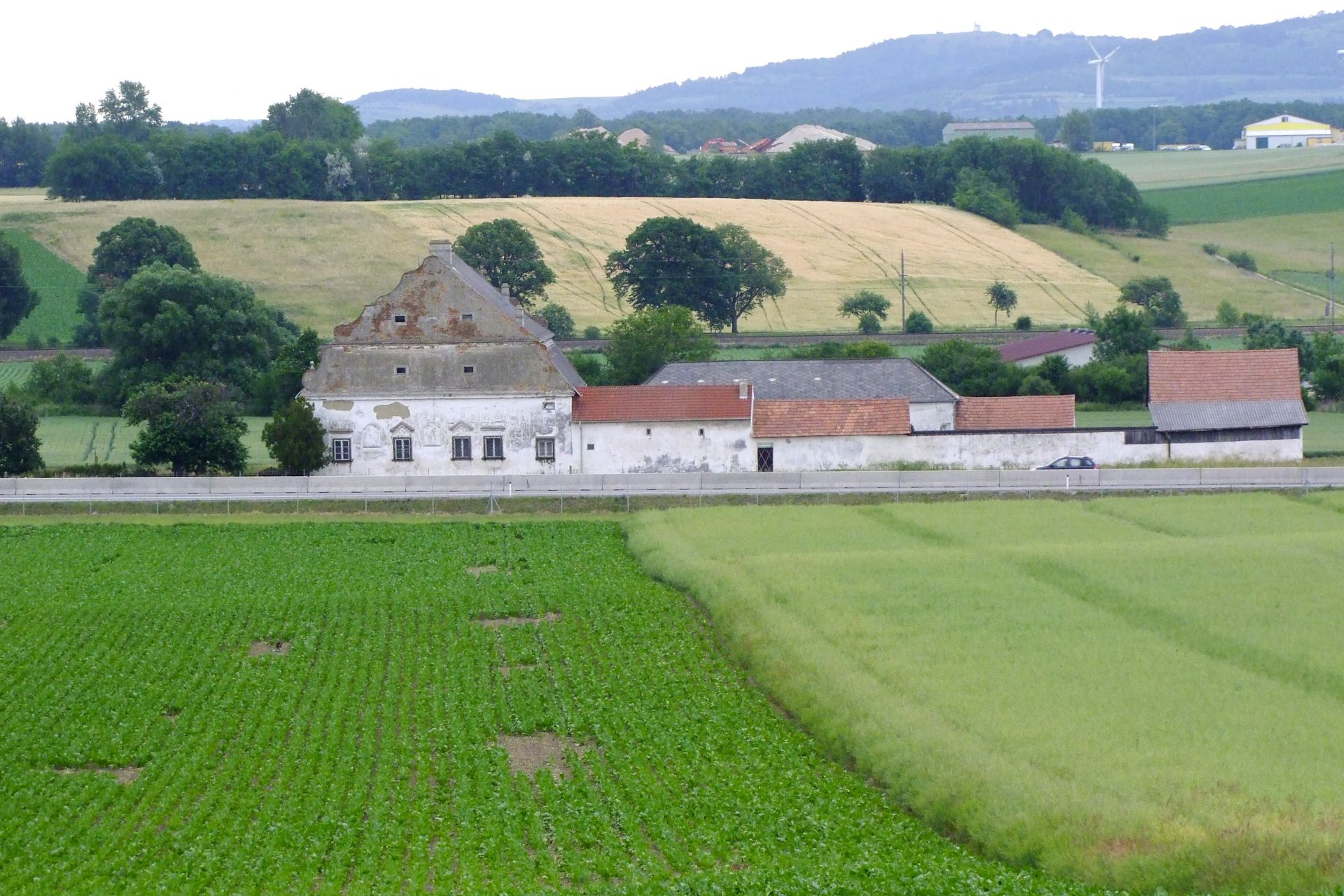
Teufelhartmühle

Die Teufelhartmühle (auch Lobermühle oder Floderermühle) liegt an der rechten Seite des Göllersbaches bei Sierndorf im niederösterreichischen Weinviertel. Sie lässt sich bis an den Beginn des 17. Jahrhunderts zurückverfolgen, wo die Aufzeichnungen enden. Naheliegend, aber urkundlich nicht nachweisbar ist eine Errichtung im oder vor dem 14. Jahrhundert, weil derart große Anlagen sehr kostspielig waren und im Zusammenhang mit kirchlichen oder weltlichen Grundherren finanziert wurden – und nicht von einer Müllersfamilie. Teilweise wird diese Mühle daher mit einer 1358 im Besitz der Pfarren von Stockerau und Sierndorf genannten Mühle gleichgesetzt, die heute vorhandene Bausubstanz stammt aber frühestens aus der Barockzeit. Die um 1900 stillgelegte Mühle wurde von einem aus dem Göllersbach ausgeleiteten Kanal gespeist, an dem sich auch eine weitere Mühle befindet. Obwohl dieser Kanal längst verschüttet ist, trägt die Flur bis heute dem Namen Wehrfeld (auch Wehräcker).